# Plateforme coopérative
Pour les articles homonymes, voir plateforme.
Une plateforme coopérative est une association d'individus unis à travers une société commune gérée démocratiquement par ses membres qui utilise des plateformes informatiques afin d'atteindre un besoin ou une aspiration économique, sociale ou culturelle.
Les plateformes coopératives sont une alternative aux plateformes informatiques  financées par le capital-risque nées dans le contexte de l'économie collaborative. En théorie, les partisans de ces modèles affirment que la structure coopérative a le potentiel d'assurer la régulation financière et sociale des plateformes grâce à la gestion de ses membres. Elle pourrait encourager une économie plus équitable et équilibrée en opposition aux modèles où le profit généré est détenu par des intermédiaires corporatifs. Les plateformes coopératives ont le potentiel de fournir aux travailleurs du numérique des salaires plus justes, des protections liées à l'emploi, ainsi que le contrôle de la plateforme et la gestion de la société pour laquelle ils travaillent.

## Antécédents historiques

### Le mouvement coopérativiste
Le mouvement coopérativiste moderne est né en Europe au XIXe siècle, principalement en France et au Royaume-Uni. Même si l'on peut constater l'apparition de coopératives à partir du XVIIIe siècle en Écosse avec la formation de la Fenwick Weavers' Society en 1769, le mouvement coopérativiste moderne s'inspire principalement des Équitables Pionniers (The Rochdale Society of Equitable Pioneers), société coopérative fondée en Angleterre en 1844. Cette société est formée par des tisserands du Rochdale (Lancashire) organisés pour faire face aux conditions précaires provoquées par la révolution industrielle. Ils s'insurgeaient notamment contre le fait que les propriétaires des manufactures fixaient unilatéralement leurs salaires et les commerçants le prix de vente de leurs produits[réf. incomplète]. Inspirés par d'autres sociétés coopératives, ils ont établi des principes de fonctionnement de leur coopérative, les Principes de Rochdale, qui seront repris ensuite par des coopératives à venir.

#### Les Principes de Rochdale
La version la plus récente des sept Principes de Rochdale, datée de 1995, peut être résumée ainsi :
- L'adhésion volontaire et ouverte : "les coopératives sont des organisations basées sur le volontariat, ouvertes à tous ceux qui désirent utiliser leurs services et qui acceptent les responsabilités liées à leur adhésion. Aucune discrimination basée sur la race, la religion, le sexe, l'orientation sexuelle, un handicap ou l’ethnicité ne sera tolérée".
- Le contrôle démocratique par les membres : "Les coopératives sont des organisations démocratiques contrôlées par ses membres. Ils participent de manière active dans la gestion et les prises de décision internes. Les représentants doivent rendre des comptes au reste des membres".
- La participation économique des membres : "Les membres [d'une coopérative] contribuent financièrement et de manière équitable à son capital. Au moins une partie de ce capital reste la propriété commune de ses membres".
- L'indépendance et autonomie : "Les coopératives sont des organisations d'entraide autonomes contrôlées par leurs membres. Si elles entrent en partenariat avec d'autres organisations, y compris des entités publiques, elles doivent assurer le contrôle démocratique par leurs membres afin de maintenir l'autonomie de la coopérative".
- L'éducation, la formation et l'information : "Les coopératives assurent l'éducation et la formation de ses membres [...] Ils informent le public—notamment les jeunes et les leaders d'opinion—sur la nature et les bénéfices de la coopération".
- La coopération entre coopératives : "Les coopératives servent leurs membres de manière plus efficace en créant et en développant des liens avec le mouvement coopérativiste et en travaillant ensemble sur des structures locales, nationales, régionales et internationales".
- L'intérêt pour la communauté : "Les coopératives travaillent pour le développement durable de leurs communautés grâce à des politiques publiques approuvés par ses membres".

### L'économie collaborative
Le mouvement du coopérativisme de plateformes se développe dans le contexte économique et social de l'économie collaborative. Ce terme générique décrit des activités sociales et économiques qui impliquent des transactions en ligne. Elles peuvent être faites de pair-à-pair, dans des places de marché électronique ou de business to business. Plusieurs plateformes informatiques se sont développées dans ce contexte afin de faciliter les transactions de biens, services ou même du travail. Financés pour la plupart par des intérêts privés, ces plateformes extraient des recettes de l'activité des usagers, soit de façon directe (par exemple : par des transactions financières), ou bien de façon indirecte (par exemple : par la vente des données informatiques).
Le concept du coopérativisme de plateformes est né grâce à la critique des problèmes soulevés par le travail numérique dans le contexte de l'économie collaborative, autrement dit, la réduction des liaisons numériques à un moment de rapport de production, notamment dans le cas de l'évasion des protections du travail. Quelques chercheurs et activistes concernés par le digital labour critiquent la manière dont les plateformes telles qu'Uber ou TaskRabbit considèrent leurs travailleurs comme des autoentrepreneurs, évitant ainsi les lois qui concernent le travail, par exemple sur la protection sociale ou sur le salaire minimum,, leur droit à former ou intégrer des syndicats ainsi que des bénéfices dont jouissent les salariés, comme les congés payés, l'assurance ou la réduction du temps de travail.
D'autres recherches se sont centrées sur la gestion des lieux de travail numérique par des algorithmes sans la participation des travailleurs. Par exemple, le salaire des chauffeurs Uber dépend d'un algorithme qui contrôle en temps réel les hausses des prix des trajets,. Ils peuvent également perdre leurs emplois s'ils n'arrivent pas à faire face aux métriques de performances de la plateforme (comme le système d'évaluation). Les travailleurs qui se sont plaints de cette situation ont été ignorés par les administrateurs des plateformes, notamment avec l'argument que, étant donné qu'ils ne sont pas salariés des sociétés qui gèrent ces plateformes, ils n'ont pas de devoirs envers les "utilisateurs" de leur application,,.

## Le coopérativisme de plateformes
Le terme coopérativisme de plateformes désigne un cadre philosophique et un mouvement social qui défend le développement de plateformes coopératives. Le mouvement rejette l'idée de la technologie comme une solution par défaut aux problèmes sociaux,,. Le mouvement préconise la nécessité de préserver les communs, soutenir les syndicats, protéger la justice sociale et encourager des mesures de développement économique et social durable en faveur d'une économie plus juste et équilibrée. Pour les soutiens du mouvement, il est nécessaire d'avoir un système mixte où des plateformes coopératives et des plateformes capitalistes peuvent coexister.
Le mouvement du coopérativisme de plateformes ne comprend pas uniquement les plateformes coopératives, mais aussi des institutions (publiques ou privées) qui soutiennent l'écosystème de coexistence entre plateformes capitalistes et coopératives. Ces acteurs différents sont considérés nécessaires afin de faire évoluer la situation financière, légale, culturelle et en matière de politique publique qui caractérise l'économie collaborative.

### Précurseurs
Il y a plusieurs précurseurs du mouvement de coopérativisme de plateformes. En 2012, la Fédération de coopératives italiennes, Legacoop, a publié un manifeste sur les coopératives et les communs ("Cooperative Commons"). La fédération propose de créer un fournisseur d'accès à internet pour les membres des coopératives afin d'avoir un pouvoir de négociation sur la destination de données générées par leur activité en ligne. La même année, Mayo Fuster Morell a publié un article intitulé "Horizons des communs numériques" (Horizontes del procomún digital). L'auteure affirme qu'un rapprochement entre la production pair-à-pair et la tradition coopérative peut être envisagé afin de sauver les communs numériques de leur exploitation par des intérêts privés.

### Notion
Le terme "coopérativisme de plateformes" (platform cooperativism) a été proposé par Trebor Scholz dans son article "Les plateformes coopératives vs. L’économie collaborative", paru en 2014. Scholz critique des plateformes de l'économie collaborative et préconise la création de plateformes gérées démocratiquement afin d'émanciper les travailleurs du numérique. Quelque temps après, Nathan Schneider a publié un article sur l'application du modèle coopératif sur des plateformes d'e-commerce afin de remplacer le modèle des plateformes financées par le capital-risque. D'autres articles ont été publiés sur le sujet, ainsi que le livre "Ours to Hack and to Own: The Rise of Platform Cooperativism, a New Vision for the Future of Work and a Fairer Internet", paru en 2016.

### Limites
Le mouvement du coopérativisme de plateformes a été la cible de certaines critiques. Les plateformes coopératives pourraient avoir du mal à concourir les plateformes qui dominent une partie du marché, telles qu'Uber pour le transport ou AirBnb pour l'immobilier, à cause de leurs ressources, leurs réseaux d'influence et leur nature monopolistique,. En outre, les plateformes coopératives pourraient avoir de difficultés au moment de trouver un capital initial car ce modèle d'association diminue le besoin de générer des profits pour les investisseurs. Enfin, étant donné que les coopératives sont censées servir aux intérêts de ses membres, parfois dans un cercle fermé, il pourrait exister une logique de compétition capitaliste entre les plateformes coopératives. Cette fermeté et cette concentration des profits et des actions de la coopérative sur ses membres serait nuisible pour les communautés dans lesquelles les plateformes sont établies ainsi que pour la création et le maintien des biens communs.

### Exemples
Les plateformes coopératives sont construites sur des technologies analogues à celles des plateformes du marché, mais elles fonctionnent sous des formes plus inclusives afin, par exemple, de permettre à leurs utilisateurs de ne pas seulement accepter les modalités des services en ligne mais de créer des liens de solidarité et des logiques plus démocratiques.
Les exemples sont nombreux et dans des secteurs variés : Loconomics est une coopérative détenue par ceux qui y proposent leurs services ; Stocksy est une banque photographique gérée par des photographes ; Resonate est une coopérative de musique en streaming administrée par des musiciens ; Members est une coopérative de producteurs de films ; Backfeed est une application basée sur la technologie blockchain ; Fairmondo est une place de marché et d’échange allemande de produits qui appartient à ses utilisateurs ; TimesFree est un système de partage de temps permettant à des familles de s’échanger des temps de baby-sitting En France, le site Demooz met en lien des particuliers souhaitant acheter un bien avec des personnes le possédant près de chez eux et disposées à leur faire une démonstration gratuitement. Le réseau plateforme en commun réunit au niveau national une dizaine de plateformes coopératives opérant dans le champ du transport comme Citiz, Mobicoop et CoopCycle ou du voyage comme Les oiseaux de passage et FairBnB.

## Politiques publiques

### France
En janvier 2016, le Conseil national du numérique a remis au Ministère du Travail un rapport sur les impacts du numérique sur le travail et l'emploi. Un des points traités par le conseil concerne la transformation des relations et de l'organisation du travail. Le rapport propose trois mesures :
- Un changement de la législation du travail est nécessaire afin de protéger les travailleurs indépendants qui dépendent d'une plateforme.
- Soumettre les plateformes de l’économie collaborative au principe de loyauté.
- Encourager les plateformes coopératives car, pour le conseil, elles permettent une juste représentation des travailleurs.

L'Agence du numérique, à l'intérieur du Ministère de l'Économie et des Finances, a proposé dans son "Programme société numérique" l'association des acteurs de la médiation du numérique au sein d'une coopérative. Cette association proposerait trois missions : "représenter les acteurs de la médiation numérique auprès des pouvoirs publics et renforcer l’animation du réseau national", "fournir des services aux membres de la coopérative" et “proposer un portage financier et une ingénierie de projets permettant de solliciter des financements de grande ampleur".
Lors de l'Élection présidentielle française de 2017, le candidat de La France insoumise, Jean-Luc Mélenchon, avait critiqué l'ubérisation dans son programme, la qualifiant de "régression sociale". Il critique "l'éclatement des structures de travail", qui conduisent à des problèmes de protection des travailleurs des plateformes numériques. Une des solutions proposées par le texte concerne le développement de plateformes numériques afin de partager les redistributions, garantir un statut aux travailleurs et les émanciper en leur donnant un pouvoir de prise de décision au sein de la société coopérative.

### Canada

#### Montréal
En 2017, deux jeunes entrepreneurs créent Eva, une application coopérative de covoiturage basée sur la chaine de blocs. Le modèle permet une gouvernance locale selon les principes coopératifs, par les membres passagers et conducteurs, et une croissance globale par une technologie générique. L'application est la deuxième plus utilisée à Montréal, après Uber mais avant Lyft.

### Royaume-Uni
Dans The Digital Democracy Manifesto, le leader du Parti travailliste, Jeremy Corbyn, propose d'encourager la création de plateformes coopératives afin de distribuer du travail et des services. Il propose également de les financer à travers une banque nationale d'investissement afin de créer des nouvelles plateformes coopératives ou pour aider des coopératives déjà existantes à développer leurs propres plateformes. Enfin, il préconise une protection des droits du travail pour ceux qui tirent la plupart de leurs revenus de l'économie collaborative.

### Espagne

#### Barcelone
En 2015, la Commission de l'économie sociale et de la consommation de la ville de Barcelone a développé un programme de recherche sur les plateformes coopératives. Ce projet veut encourager le développement de liens de coopération entre les travailleurs de l'économie collaborative et leur offrir des formations en entrepreneuriat (nommées La Comunicadora).
En mars 2016, le Conseil municipal de la Ville de Barcelone a inclus des mesures concernant la régulation de l'économie collaborative dans son Plan d'action municipale. Ce document dénonce l'extraction de profits venant de la collaboration des usagers de ces plateformes et propose des mesures afin de réguler ces entreprises. Une des mesures propose le financement de plateformes coopératives, continuant ainsi l'initiative portée par la Commission de l'économie sociale et de la consommation.

### États-Unis
Au niveau fédéral, sous l'administration de Barack Obama, le programme de coopératives du Département de l'Agriculture des États-Unis a publié un article sur le potentiel des plateformes informatiques pour les coopératives agricoles. Cet article affirme que les plateformes de l'économie collaborative se sont caractérisés par le fait que les propriétaires des plateformes prennent une partie des recettes des travailleurs qui les utilisent. Ils soulignent le potentiel des plateformes coopératives pour "subvertir le discours économique dominant" en permettant aux travailleurs de posséder et de gérer les plateformes eux-mêmes.

#### New York
En 2016, le Conseil municipal de New York a voté la loi Freelance isn't free (Le travail indépendant n'est pas gratuit). Cette loi locale donne aux travailleurs indépendants des protections salariales ainsi qu'une mise à jour de la loi des Droits de l'homme de la ville de New York afin de vérifier que les protections données aux travailleurs appliquent aussi à ceux qui travaillent en freelance,. Dans le cadre de cette loi, le conseiller Brad Lander a présenté le coopératisme de plateformes comme une alternative aux plateformes privés de l'économie collaborative.

## Critiques

### Hégémonie des acteurs déjà établies
Nick Srnicek questionne la capacité des plateformes coopératives à concourir les plateformes financées par le capital privé dû à leurs ressources, leurs réseaux d'influence, ainsi que leur nature monopolistique.
Evgeny Morozov considère que les plateformes coopératives auraient un impact positif dans un contexte local. Cependant, à une plus grande échelle, les plateformes coopératives n'auraient pas le pouvoir économique et social suffisant pour concurrencer des grandes sociétés telles que Google ou Amazon.

### Difficulté pour trouver le capital de départ
Arun Sundararajan affirme que les coopératives pourraient être plus efficaces que les sociétés d'investissement uniquement dans des contextes où la contribution des membres associés n'est pas diversifiée, la concurrence externe est peu importante et le besoin d'investissements technologiques n'est pas régulier. Cependant, les plateformes coopératives pourraient avoir des difficultés au moment du financement initial, même dans si le contexte leur est favorable, car ce modèle d'association diminue le besoin de générer des profils pour les investisseurs.

### Intérêt secondaire pour la construction de biens communs
Michel Bauwens et Vasilis Kostakis critiquent les problèmes structuraux de certaines plateformes coopératives. Ils affirment que les coopératives sont censés travailler exclusivement pour ses membres et peuvent être parfois réticentes à accepter de nouveaux membres qui peuvent partager les profits et les bénéfices. Ils critiquent également l'existence d'une certaine logique de compétition capitaliste chez les plateformes coopératives qui pourraient miner leurs valeurs coopérativistes. De plus, les plateformes se caractérisent par une fermeté et une concentration des profits et des actions de la coopérative sur ses membres, et non sur des individus ou des communautés extérieures. Cela n'apporterait pas de biens communs à la société comme c'est le cas dans les processus collaboratifs pair à pair.